# مارتن جان
مارتن جان (بالإنجليزية: Martin Jean)‏ هو معلم موسيقى أمريكي، ولد في 1960.

## وصلات خارجية
- مارتن جان على موقع ميوزك برينز (الإنجليزية)